# Flensburger Hafenkran

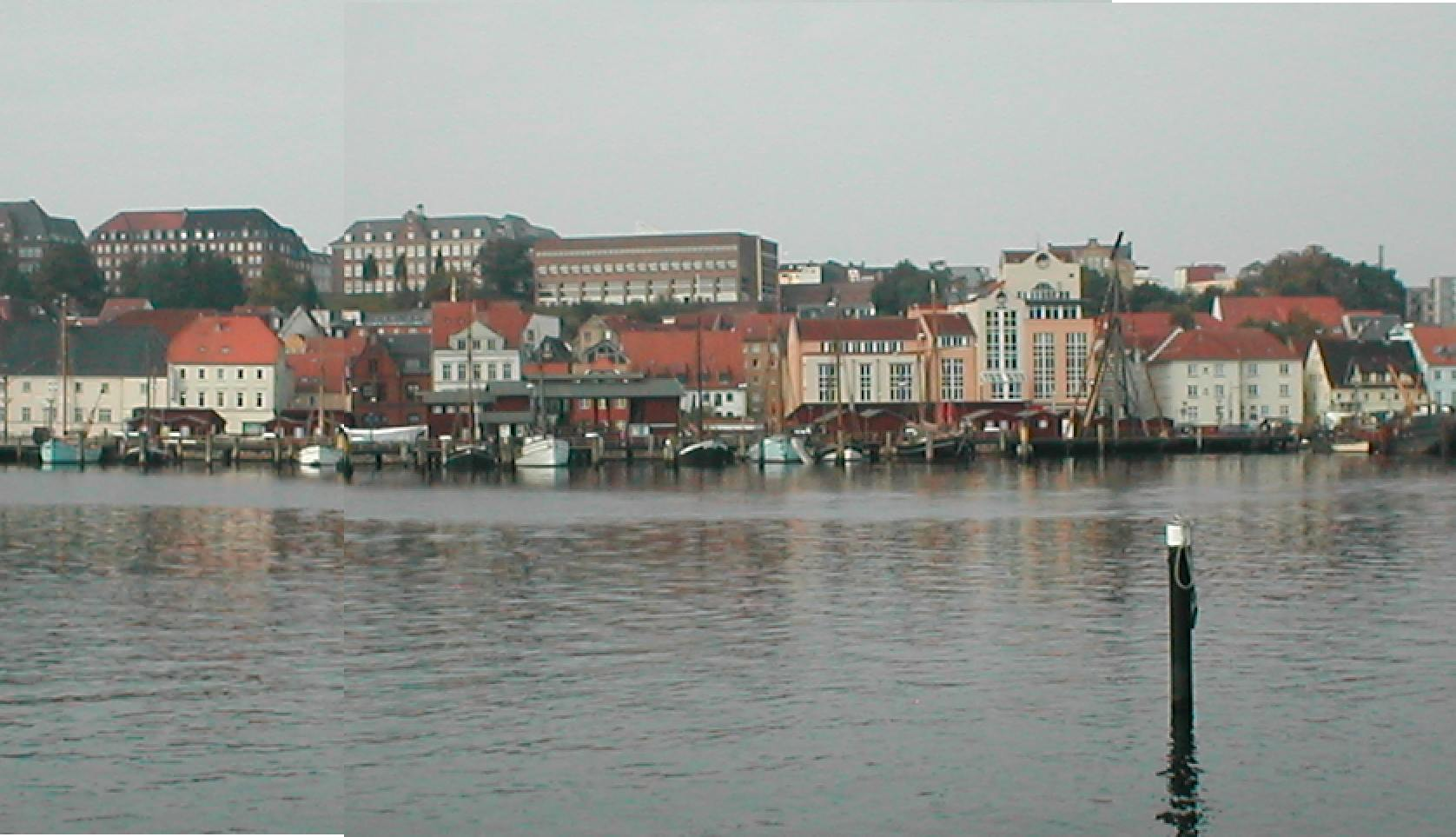
Der Museumshafen mit der Museumswerft. Rechts der Kran

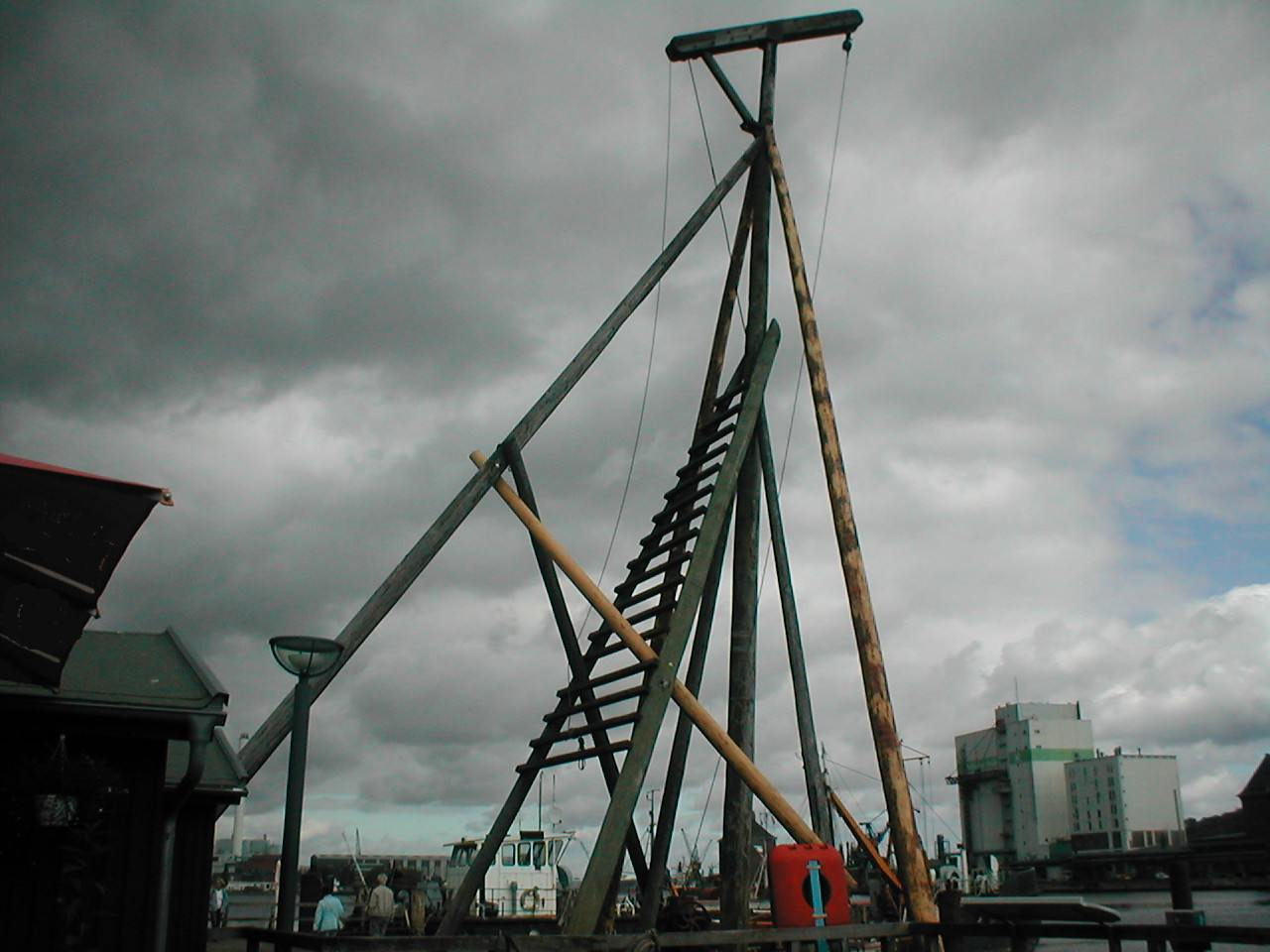
Der Kran

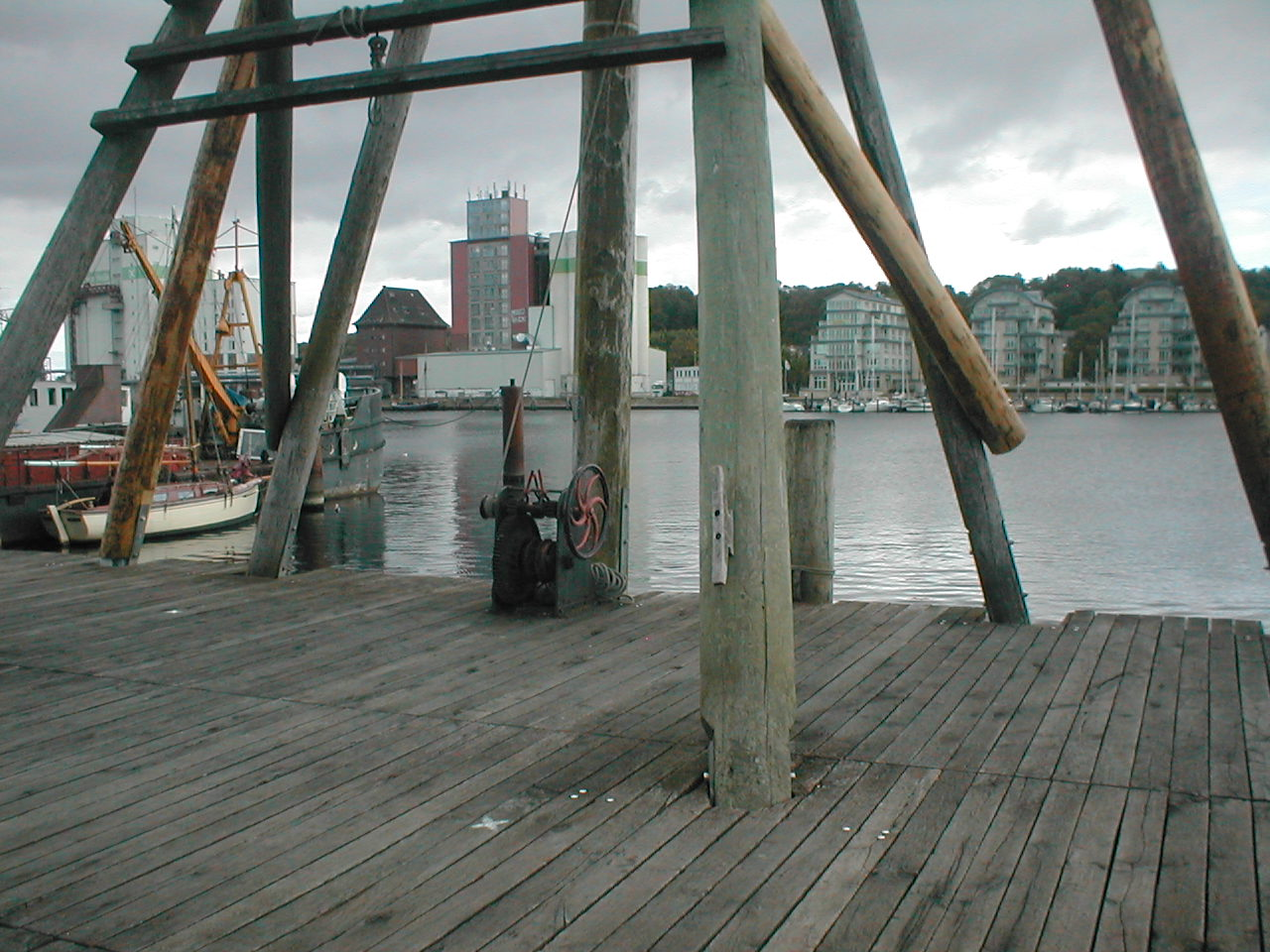
Die Seilwinde des Krans

Der Flensburger Hafenkran wurde 1726 auf Antrag des Flensburger Schiffergelages (Kapitäne) durch die Stadt Flensburg neben der Schiffswerft (heute Museumswerft) am Flensburger Hafen gebaut.
Er diente ausschließlich zum Riggen (Mast setzen) und Kielholen. Es war also kein typischer Hafenkran. Zu dieser Zeit gehörte Flensburg zu Dänemark, das Handel mit Westindien (insbesondere die Insel Saint Croix) betrieb. Noch heute sind auf der Insel zahlreiche öffentliche und private Gebäude aus gelben Ziegelsteinen; sie wurden damals als Ballast von den Lastenseglern mitgeführt. Dieser Kran ist vermutlich 1899 abgebaut worden.
Für die Rekonstruktion des Krans wurden Aquarelle aus den Jahren 1795 und 1838, vor allem aber eine Plattenfotografie aus dem Jahre 1890 verwendet. Mit der daraus erstellten Zeichnung wurde 1991 der Kran wiedererrichtet. Die komplette Museumswerft wurde 2001 wiederaufgebaut.